# 군위 아미타여래삼존 석굴
군위 아미타여래삼존 석굴(軍威 阿彌陀如來三尊 石窟, Grotto of Amitabha Buddha Triad, Gunwi)은 대한민국 대구광역시 군위군 부계면 남산리, 팔공산 연봉 북쪽 기슭 팔공산 화강암에 있는 석굴이다.
1927년에 그 존재가 세상에 알려지면서 속칭 "제2석굴" 또는 "군위 석굴"로 불리기 시작했다. 1962년 12월 20일 대한민국의 국보 제109호로 지정되었다.
석굴을 소유하고 있는 사찰은 흔히 "군위 석굴암" 또는 "제2석굴암"으로 불리지만 정식 명칭은 삼존석굴사로 한국불교 태고종 소속이다.

## 개요
대구광역시 군위군 석굴은 경주 석굴암 석굴보다 100년 전에 먼저 만들어졌고, 경주 석굴암 석굴 제작한 많은 영향을 주었다.

### 지질
군위 석굴의 암석은 지질학적으로 중생대 백악기의 불국사 화강암인 팔공산 화강암에 해당한다. 

## 특징

### 삼존불
약 6미터 높이의 화강암 암벽을 뚫어 만든 석굴이다. 삼존불은 중앙이 석가모니불, 왼쪽이 대세지보살, 오른쪽이 관세음보살이다.

### 크기
석가모니불(釋迦牟尼佛)이 높이 2.88미터, 오른쪽에는 관세음보살(觀世音菩薩)이 높이 1.8미터, 왼쪽에는 대세지보살(大勢至菩薩)이 높이 1.8미터이다.

### 외모
모두 무거운 양감과 함께 침울한 위엄을 보이려는 느낌이 든다.
- 석가모니불 : 본존불은 긴장된 엄숙한 얼굴이며 납작한 코와 짧은 목이 더욱 친밀감이 없게 만든다.
- 협시보살 : 보살들의 안면 역시 코 밑을 처리 못하는 고졸한 생경감이 엿보이며, 몸은 삼곡(三曲, Tribhanga : 인도의 불상에서 시작하여 당나라의 천룡산 석굴에서 많이 나타나는 불상형식으로 허리를 비튼 모양)이 보이지만 부드럽지 못하고 남자가 여장(女裝)한 듯 딱딱한 인상이다.

## 영향을 받은 나라 양식
- 수나라 양식 : 타산석굴(駝山石窟)과 같은 조각의 영향을 많이 받은 것 같다.
- 북위 양식 : 룽먼 석굴(龍門石窟)에서 보이는 수법에서 발전한 형식으로, 석가모니불의 대좌 앞에 늘어진 옷의 주름을 만들었다.
- 당나라 양식 : 보살들의 목에도 당나라의 성기(盛期) 불상에서 보는 따위의 두터운 삼도(三道：세줄기 주름)와 기다랗게 늘어지는 경식(頸飾)이 감겨 있다.

## 사진

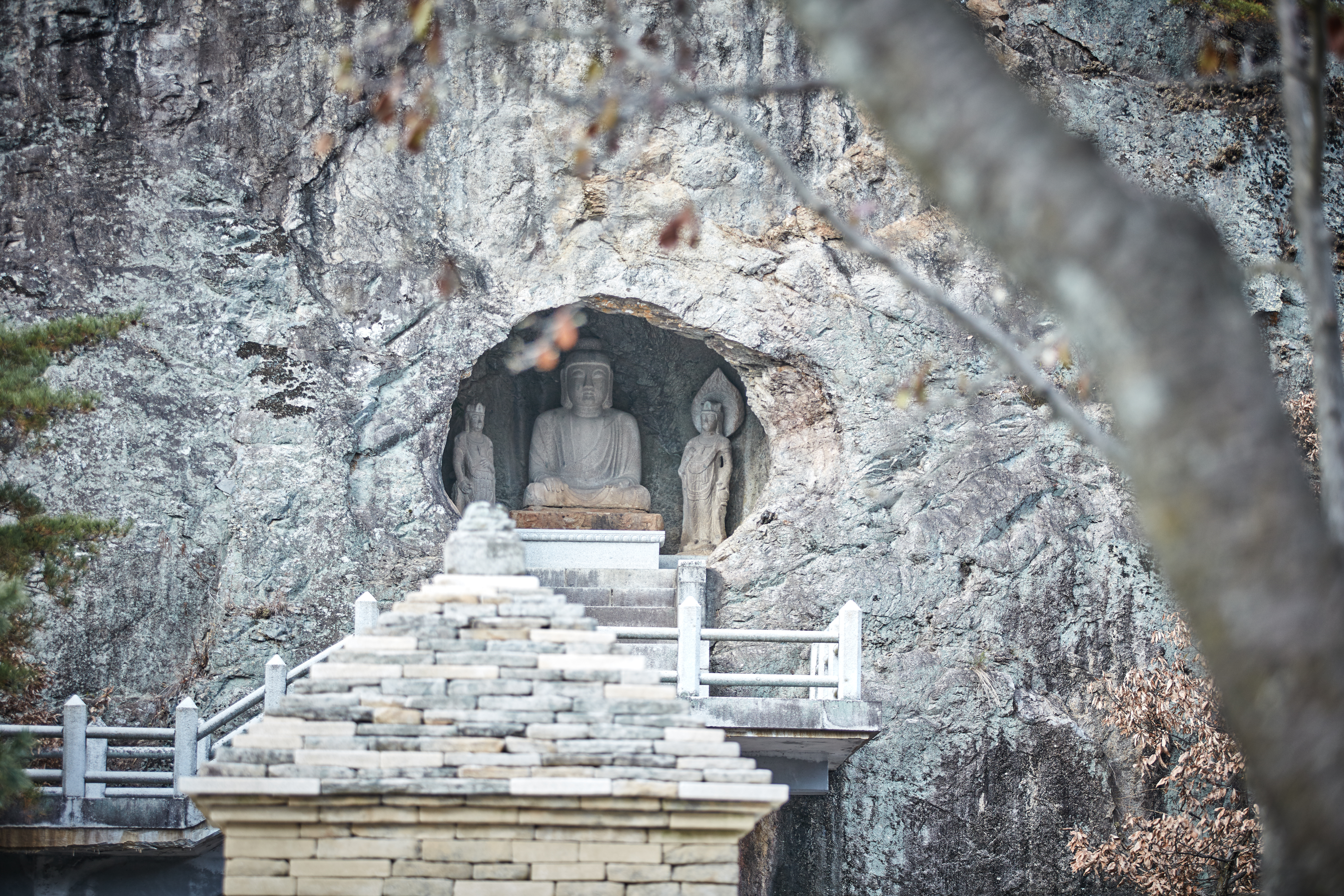
대구광역 군위군 석굴암

## 참고 자료
- 군위 아미타여래삼존 석굴 - 국가유산청 국가유산포털
- 한국저작권위원회 공유마당에 있는 사진
- 영문표기 - 2014년 문화재명칭 영문 표기 용례집 보관됨 2018-09-18 - 웨이백 머신